# Liste der Bodendenkmäler in Innernzell
Auf dieser Seite sind die Bodendenkmäler in der niederbayerischen Gemeinde Innernzell zusammengestellt. Diese Tabelle ist eine Teilliste der Liste der Bodendenkmäler in Bayern. Grundlage ist die Bayerische Denkmalliste, die auf Basis des Bayerischen Denkmalschutzgesetzes vom 1. Oktober 1973 erstmals erstellt wurde und seither durch das Bayerische Landesamt für Denkmalpflege geführt wird. Die folgenden Angaben ersetzen nicht die rechtsverbindliche Auskunft der Denkmalschutzbehörde.

## Bodendenkmäler in Innernzell
| Lage                    | Objekt | Akten-Nr.     | Bild           |
| ----------------------- | --- | ------------- | -------------- |
| Kirchplatz 1 (Standort) | Untertägige Befunde des Mittelalters und der frühen Neuzeit im Bereich des abgebrochenen Vorgängerbaus der katholischen Pfarrkirche St. Nikolaus in Innernzell und des zugehörigen, aufgelassenen Friedhofs. | D-2-7145-0009 | weitere Bilder |